# Brady (Nebraska)
Brady è un comune degli Stati Uniti d'America, situato nello Stato del Nebraska, nella contea di Lincoln.